# Lamprotatus
Lamprotatus är ett släkte av steklar som beskrevs av John Obadiah Westwood 1833. Lamprotatus ingår i familjen puppglanssteklar.

## Dottertaxa tillLamprotatus, i alfabetisk ordning[1][2]
- Lamprotatus acer
- Lamprotatus alcander
- Lamprotatus annularis
- Lamprotatus bisaltes
- Lamprotatus brevicornis
- Lamprotatus breviscapus
- Lamprotatus caecina
- Lamprotatus canadensis
- Lamprotatus carinatus
- Lamprotatus claviger
- Lamprotatus conicus
- Lamprotatus crassipes
- Lamprotatus damia
- Lamprotatus dioxippe
- Lamprotatus furvus
- Lamprotatus hages
- Lamprotatus longifuniculus
- Lamprotatus naevolus
- Lamprotatus natta
- Lamprotatus nicon
- Lamprotatus novickyi
- Lamprotatus numitus
- Lamprotatus paurostigma
- Lamprotatus picinervis
- Lamprotatus pschorni
- Lamprotatus salemus
- Lamprotatus scandicus
- Lamprotatus simillimus
- Lamprotatus socius
- Lamprotatus splendens
- Lamprotatus triangularis
- Lamprotatus trilobus
- Lamprotatus truncatus
- Lamprotatus tubero
- Lamprotatus villosicubitus